# Offensive des Carpathes occidentales
 (signalé en mai 2025).
Si vous disposez d'ouvrages ou d'articles de référence ou si vous connaissez des sites web de qualité traitant du thème abordé ici, merci de compléter l'article en donnant les références utiles à sa vérifiabilité et en les liant à la section « Notes et références ».
- Archive Wikiwix
- Bing
- Cairn
- DuckDuckGo
- E. Universalis
- Gallica
- Google
- G. Books
- G. News
- G. Scholar
- Persée
- Qwant
- (zh) Baidu
- (ru) Yandex
- (wd) trouver des œuvres sur Wikidata

Seconde Guerre mondiale
Batailles
Front de l’Est

Prémices :
- Campagne de Pologne
- Guerre d’Hiver

Guerre germano-soviétique :
- 1941 : L'invasion de l'URSS

- Opération Barbarossa

Front nord : 
- Guerre de Continuation
- Opération Silberfuchs
- Siège de Léningrad

Front central : 
- 2e bataille de Brest-Litovsk
- Bataille de Białystok–Minsk
- 1re bataille de Smolensk
- Bataille de Kiev

Front sud : 
- Siège d'Odessa
- Campagne de Crimée

- 1941-1942 : La contre-offensive soviétique

Front nord : 
- Poche de Demiansk
- Poche de Kholm

Front central : 
- Bataille de Moscou

Front sud : 
- Seconde bataille de Kharkov

- 1942-1943 : De Fall Blau à 3e Kharkov

Front nord : 
- Offensive de Siniavino
- Opération Iskra
- Bataille de Krasny Bor
- Opération Poliarnaïa Zvezda

Front central : 
- Opération Mars

Front sud : 
- Bataille du Caucase (opération Fall Blau)
- Bataille de Stalingrad
- Opération Uranus
- Opération Saturne
- Offensive d'Ostrogojsk-Rossoch
- Offensive de Voronej-Kastornoe
- Opération Gallop
- Opération Étoile
- Troisième bataille de Kharkov

- 1943-1944 : Libération de l'Ukraine et de la Biélorussie

Front central : 
- 2e bataille de Smolensk
- Opération Bagration

Front sud : 
- Bataille de Koursk
- Bataille du Dniepr
- Offensive Dniepr-Carpates
- Offensive de Crimée
- Offensive de Lvov-Sandomir

- 1944-1945 : Campagnes d'Europe centrale et d'Allemagne

Allemagne : 
- Offensive Vistule-Oder
- Offensive de Poméranie orientale
- Siège de Breslau
- Offensive de Prusse-Orientale
- Bataille de Königsberg
- Bataille de Seelow
- Bataille de Bautzen
- Bataille de Berlin
- Capitulation allemande

Front nord et Finlande : 
- Guerre de Laponie
- Offensive Leningrad-Novgorod
- Bataille de Narva

Europe orientale : 
- Opération Margarethe
- Insurrection de Varsovie
- Soulèvement national slovaque
- Opération Panzerfaust
- Bataille de Budapest
- Opération Frühlingserwachen
- Offensive de Vienne
- Insurrection de Prague
- Offensive de Prague
- Bataille de Slivice

Front d’Europe de l’Ouest

Campagnes d'Afrique, du Moyen-Orient et de Méditerranée

Bataille de l’Atlantique

Guerre du Pacifique

Guerre sino-japonaise

Théâtre américain
L'offensive des Carpathes occidentales (en russe  Западно-Карпатская наступательная операция) est une offensive de l'Armée rouge durant la Seconde Guerre mondiale.
Elle se déroule du 12 janvier 1945 au 18 février 1945 sur les territoires de la République slovaque et le sud de la Pologne.
Elle protège le flanc sud de l’offensive Vistule-Oder

## Forces en présence
Coté soviétique :
- 4e front ukrainien, sous les ordres du général Ivan Petrov. Il incorpore le 1er corps tchécoslovaque (en) commandé par Ludvík Svoboda ;

- 2e front ukrainien, sous les ordres du maréchal Rodion Malinovsky. Il incorpore la 1re armée roumaine commandée par Nicolae Macici et la 4e armée roumaine dirigée par Nicolae Dăscălescu

Coté Axe
- 1re armée blindée allemande commandée par Gotthard Heinrici,

- 8e armée allemande sous les ordres de Hans Kreysing,

- des éléments de la 17e armée allemande dirigée par Friedrich Schulz

- des éléments de la 1re armée hongroise commandée par Dezső László.

Le dispositif défensif de l’Axe s’appuie sur le terrain montagneux, les lacs et rivières.

## Le développement de l’opération
Elle démarre le même jour que l’offensive Vistule-Oder dont elle protège le flanc gauche, et la veille de l’offensive de Prusse-Orientale.

### Mouvements du4eFront ukrainien
Le 12 janvier à 8 h 15, la 38e armée du général-colonel Kirill Moskalenko, après une importante préparation d’artillerie, attaque avec deux corps de fusiliers (101e et 67e). Sur son flanc gauche le 52e corps de fusiliers est en réserve dans la perspective d’une exploitation.
Le 15 janvier, la percée est obtenue à travers les lignes du XIe corps d'armée SS de l'Obergruppenführer Matthias Kleinheisterkamp et peut être exploitée sur 18 km les jours suivants.
Le 16 janvier, la 70e division de fusiliers de la Garde et la 140e division de fusiliers (ru), appartenant au 101e corps de fusiliers, capturent Jasło (aujourd’hui au sud-est de la Pologne).
Le 18 janvier, au sud, la 1re armée de la Garde (général Andrei Gretchko) lance son offensive contre le XIe corps d’armée allemand (Général von Bünau) en franchissant la rivière Ondava.
Le 4e front ukrainien engage environ 215 chars et canons d’assaut, dont 134 chars au sein de la 38e armée et seulement 42 pour la 1re armée de la Garde en raison de la nature montagneuse du terrain.
Le front tenu par la 253e division d’infanterie (lieutenant-général Karl Becker), déployé à 25 km au sud de Jasło, de Polany au sud de Stropkov, est bousculé par les 11e et 107e corps de fusiliers soviétiques. Les troupes allemandes sont repoussées de 22 km. Le jour suivant les troupes soviétiques capturent Prešov.
Plus au sud, la 18e armée (général-lieutenant Anton Gastilovitch) attaque les positions du XLIXe corps d'armée de montagne allemand (général Karl von Le Suire), dans le secteur du 5e corps hongrois, et prennent la ville Košice, aujourd’hui dans l’est de la Slovaquie.

### Mouvements du2eFront ukrainien
L’aile gauche du 2e front ukrainien lance simultanément son offensive depuis le nord de la Hongrie et pénètre dans les monts Métallifères slovaques.
La 40e armée (général-lieutenant Filipp Jmatchenko (en)) repousse la 1re armée hongroise du chaudron de Rosenau à Rožňava, traverse la rivière Sajó et capture la ville de Brezno (offensive Plešivec–Brezno). À sa gauche la 27e armée (général-colonel Sergei Trofimenko) accompagne l’avance sur Zvolen.

### Phase finale
À la fin janvier, le 4e front ukrainien atteint la ligne de défense allemande sur la rivière Soła, située à l’est d’une ligne Żywiec - Jablonka - Liptovský Hrádok - Liptovský Mikuláš. La progression du 4e front ukrainien est stoppée à l’ouest de Strumień, Żywiec et Jablonka, et à l’est de Liptovský Hrádok et Liptovský Mikuláš. La ville de Bielsko-Biała fortement défendue est capturée par la 1re armée de la Garde et la 38e armée.
Le 2e front ukrainien continue les combats jusqu’à la mi-mars et atteint la rivière Hron.

### Pertes et conséquences
L’Armée rouge déclare avoir détruit 17 divisions et 1 brigade de l’Axe, fait 137 000 prisonniers, détruit ou capturé 2 300 canons, 320 chars et 65 avions. Des parts substantielles de la Slovaquie et du sud de la Pologne sont libérées de l’occupation allemande.
L’Armée rouge indique avoir perdu 78 988 hommes, dont 16 337 tués et 62 651 blessés. Les 1re et 4e armées roumaines ont perdu 12 000 soldats dont 2 500 tués, et le 1er corps tchécoslovaque a perdu 970 hommes dont 260 tués. Les Soviétiques déclarent avoir perdu 359 chars, 753 canons et 94 avions.
L’Allemagne perd le contrôle des monts Métallifères slovaques et de leurs minerais stratégiques.